# فلاویو کونسیسائو
فلاویو کونسیسائو (انگلیسی: Flávio Conceição؛ زادهٔ ۱۲ ژوئن ۱۹۷۴) بازیکن فوتبال اهل برزیل است.
از باشگاه‌هایی که در آن بازی کرده‌است می‌توان به باشگاه فوتبال دپورتیوو لاکرونیا، باشگاه فوتبال گالاتاسرای، باشگاه فوتبال بروسیا دورتموند، باشگاه فوتبال پاناتینایکوس، باشگاه فوتبال رئال مادرید، و باشگاه فوتبال پالمیراس اشاره کرد.
وی همچنین در تیم ملی فوتبال برزیل بازی کرده‌است.
وی در مسابقات کشوری و بین‌المللی در مجموع برندهٔ ۱ مدال برنز شده‌است.